# ルスラーン
ルスラーン、ルスラン（ウクライナ語・ロシア語:Русла́н；ラテン文字表記:Ruslan、Rouslan）は、テュルク系民族の男性名。「獅子」に由来する。ウクライナ人やロシア人、チェチェン人、タタール人などの間に広く見られる。

## 由来
ルスラーンの名前は、イランの英雄叙事詩『シャー・ナーメ』の英雄ロスタムに由来する。しばしば獅子に喩えられたイランの英雄ロスタム・ザラザルはトルコでアルスラン・ザルザラ（アルスランは「獅子」を意味する）となり、17世紀にはロシアにおいてロシアの英雄エルスラーン・ザラザロヴィチ（またはラーザレヴィチ）に変じた。そこからルスラーンの名前が生まれたが、一方で同じ由来を持つルスタムという名前も同様にポピュラーな男性名として使用されている。

## 個人名
- ルスラン・オリフベル - ロシアの男子バレーボール選手。
- ルスラン・カザクバエフ - キルギスの外交官。
- ルスラン・カラエフ - 北オセチア共和国出身のキックボクサー。
- ルスラン・ゴンチャロフ - ウクライナ出身のアイスダンス選手。
- ルスラン・チャガエフ - ウズベキスタンのプロブクサー。
- ルスラン・ニグマトゥーリン - タタールスタン共和国出身の元サッカー選手。
- ルスラン・ハズブラートフ - ロシアの政治家。
- ルスラン・ピドホルニー - ウクライナの自転車レーサー。
- ルスラン・ピメノフ - ロシアのサッカー選手。
- ルスラン・ポノマリョフ - ウクライナのチェス選手。
- ルスラン・ミンガゾフ - トルクメニスタンのサッカー選手。
- ルスラン・ヤマダエフ - チェチェン共和国の政治家。